# Marthe Orant
Marthe Orant est une peintre française née à Poissy le 3 juin 1874 et est morte à Paris 14e le 27 août 1957.

## Biographie
Si c'est au couvent que « comme toutes les jeunes filles de bonne famille sous la Belle Époque, elle apprend les rudiments de la peinture » — ses dessins la restitueront durablement marquée par le fait qu'elle en sort pour retrouver un père devenu aveugle — Marthe Orant a ensuite pour maîtres Marcel Baschet, Maurice Bompard et Henri Royer, pour enfin se rapprocher des nabis et recevoir les conseils d'Édouard Vuillard et de Pierre Bonnard.

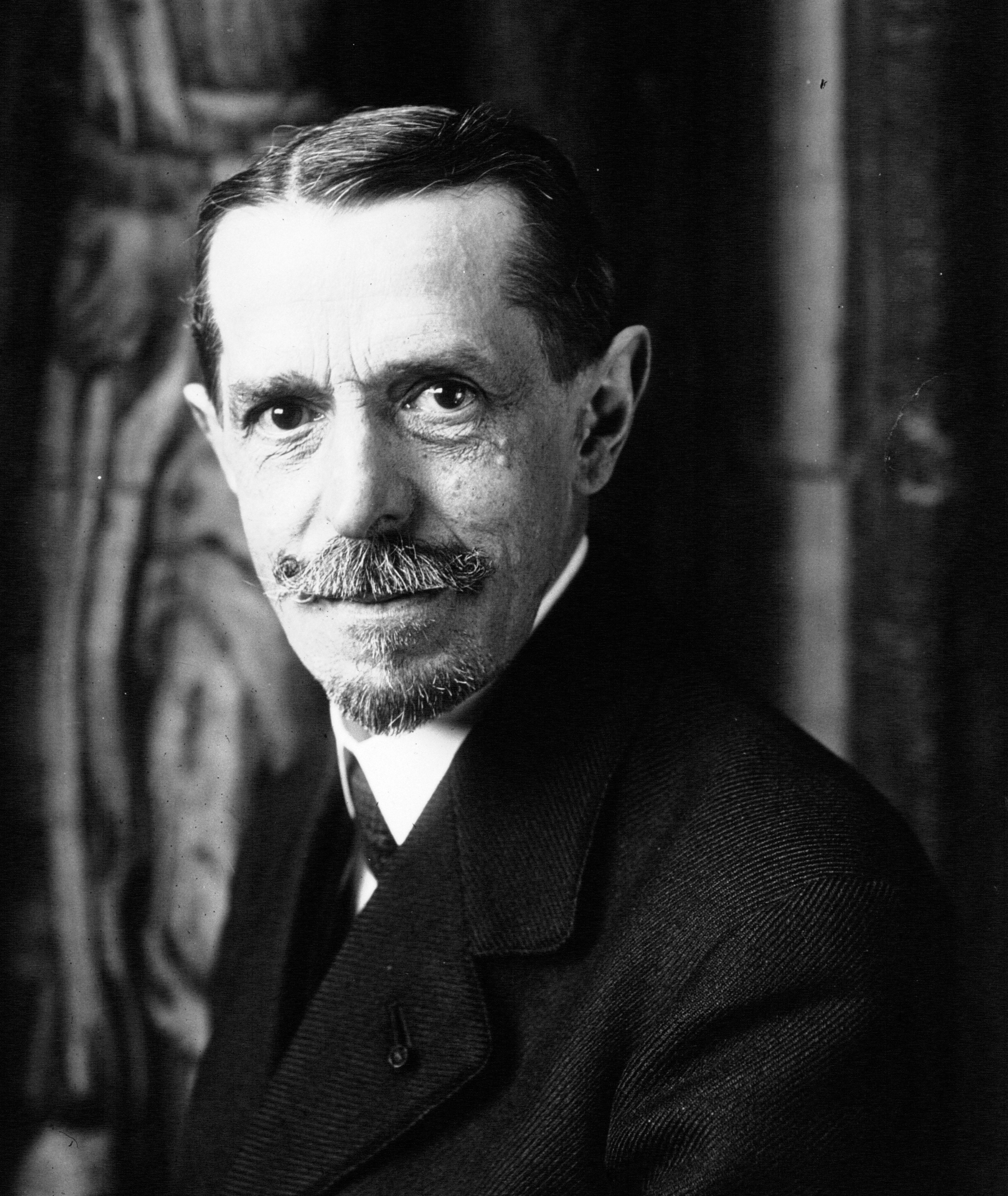
Marcel Baschet
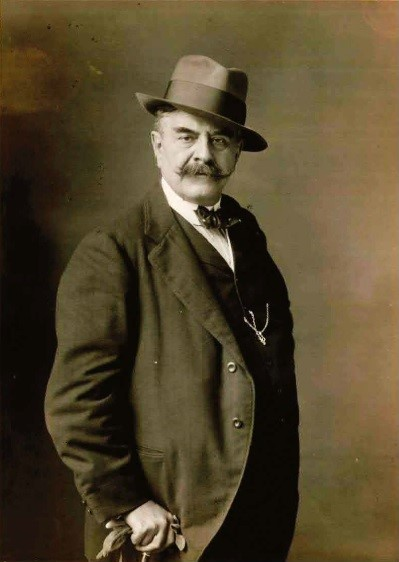
Maurice Bompard
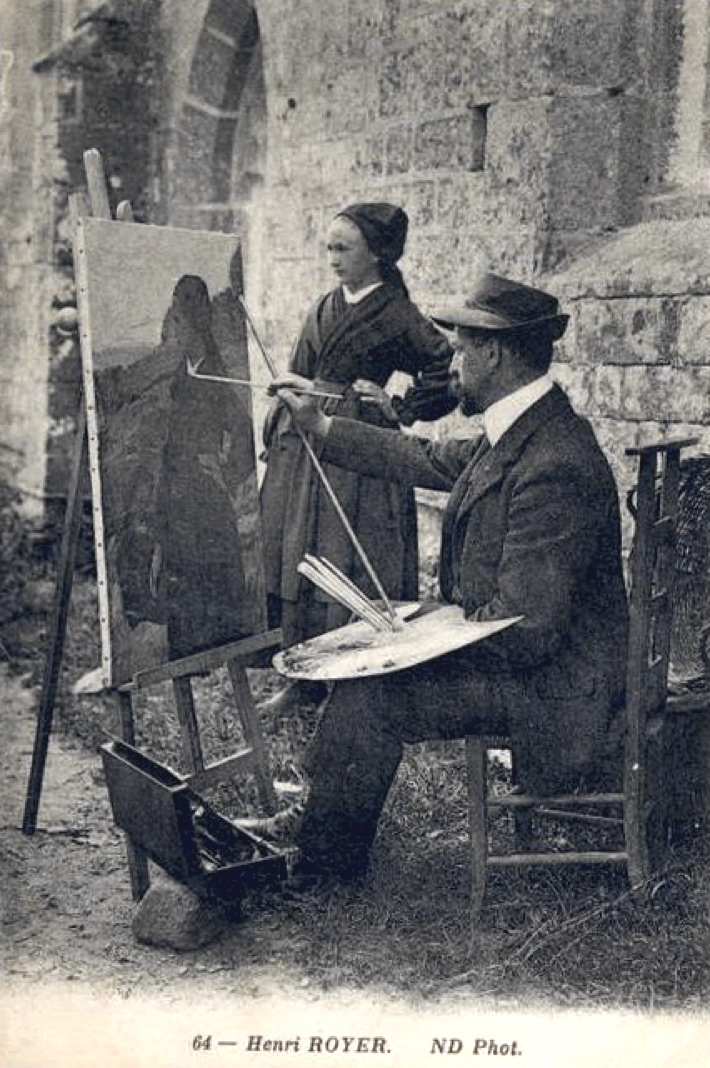
Henri Royer
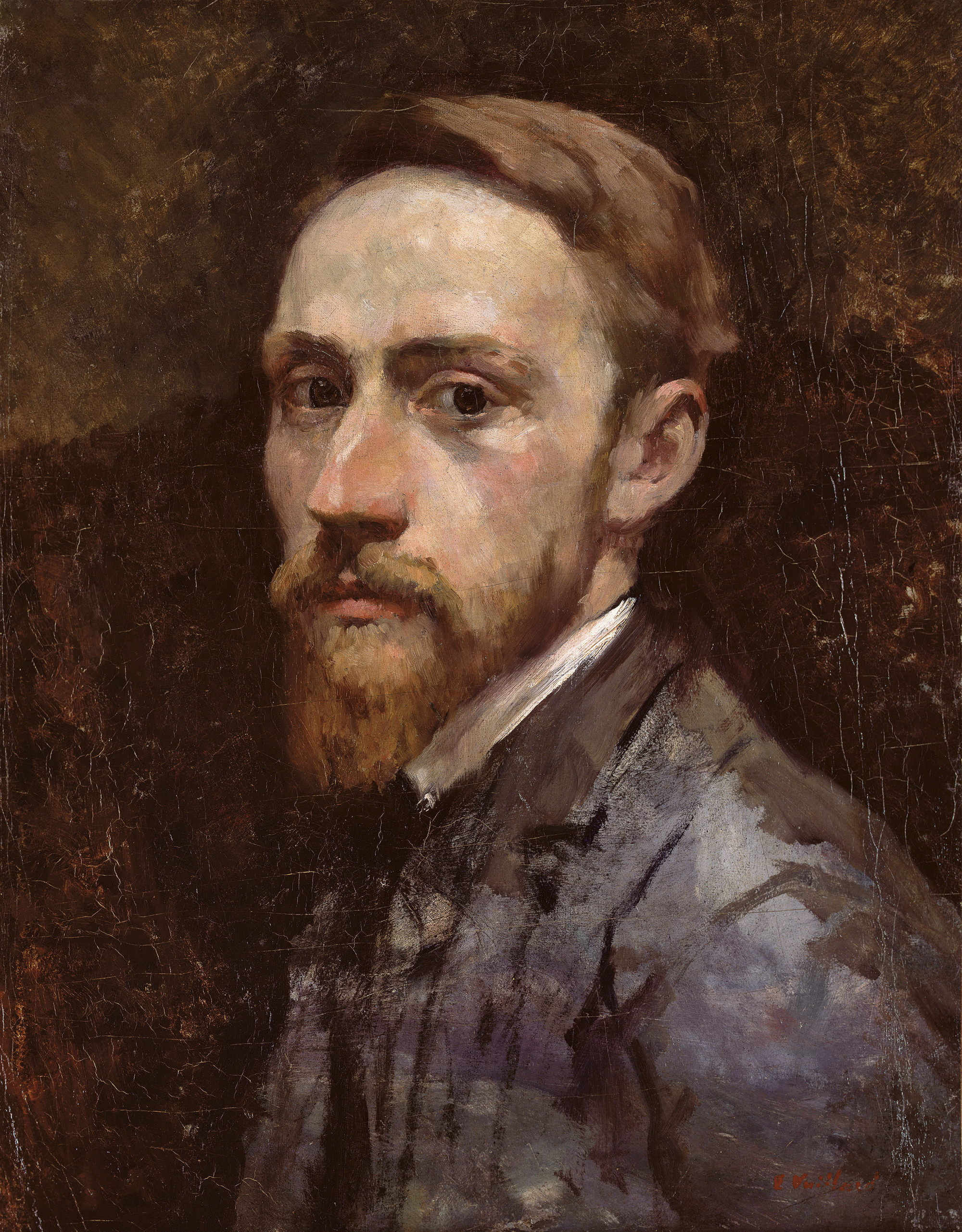
Édouard Vuillard
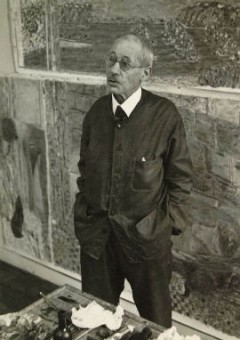
Pierre Bonnard

Gérald Schurr, en évoquant « une peinture qui frémit d'une émotion vigilante sous l'apparence du bonheur, n'étant pas sans rappeler les fêtes poétiques de Bonnard dans la manière d'intégrer les formes à la composition », resitue pourtant celle-ci comme un répit heureux dans une existence quotidienne qui ne l'est pas, où on l'on voit Marthe Orant « toujours démunie devant les petits problèmes » : « la vie n'est que désordre » confie-t-elle elle-même de façon très récurrente dans sa correspondance. « Perpétuellement en quête de nouveaux moyens d'aborder et de transposer ses sujets de prédilection parisiens » — les jardins publics, les quartiers populaires, les rues animées n'en côtoient pas moins de nombreuses natures mortes et des bouquets de fleurs — son œuvre, qui se trouve ainsi faite « des nuances les plus rares dans une mise en page parfois exubérante », qui est « un art d'intuition qu'elle ne cesse d'approfondir pour clarifier le langage des traits et des tons », n'en reflète pas moins « cette sensibilité d'écorché vif, cette instabilité, cette angoisse même qui forment le tissu d'une existence qui se terminera à Sainte-Anne ».
Étienne Sassi, pour sa part, évoque de même une vie sans joie — accablée de douleur par la mort de ses parents, ruinée financièrement par le placement de son héritage dans l'emprunt russe, d'une apparence physique semble-t-il sans grâce et qu'elle-même n'aime pas, bannissant toute photographie qui aurait permis que son visage nous soit connu — et ne manque pas de penser « à Van Gogh et à ses obsessions. Marthe Orant, elle, au cœur de l'horreur, crée dans le charme. Mais il faut se dire que cette merveilleuse impression de sérénité que reflète chaque tableau est née dans la plus terrifiante solitude et dans un drame constant et c'est là sans aucun doute l'origine de la puissance de choc qui nous étreint devant ces œuvres, construites pour rétablir le plaisir de vivre. Elle a imaginé dans ses toiles les espaces où elle aurait pu vivre heureuse et qui l'attendent à jamais dans la lumière éclatante de ses rêves ».
Elle vécut au 103, rue de Vaugirard à Paris à partir de 1930.
Elle meurt à l'hôpital Sainte-Anne à Paris le 27 août 1957.

## Expositions

### Expositions personnelles
- Galerie Maurice, Paris, 1953.
- Rétrospective Marthe Orant, Société nationale des beaux-arts, Paris, 1962.
- Rétrospective Marthe Orant, dans le cadre du Salon des indépendants, Paris, 1963.
- Galerie Étienne Sassi, Paris, octobre 1978, 1985.
- Peter Bodes Gallery, La Haye, 1979.
- Galerie Marc Richard, Zurich, 1980, 1984, 1988.
- Hammer Galleries, New York, avril-mai 1980[6], avril 1984, novembre-décembre 1986, avril-mai 1989, avril 1991[7].
- Galerie Jacques Davidson, Tours, 1983.
- The art of Marthe Orant, Flint Institute of Arts (en), Flint (Michigan), septembre-octobre 2007, août-septembre 2014[4].

### Expositions collectives
- Salon de la Société nationale des beaux-arts, Paris, 1923[3].
- Salon des artistes français, Paris, sociétaire en 1925[8].
- Salon des indépendants, Paris, à partir de 1926[8].
- Salon des Tuileries, Paris, 1928-1940[8].
- Exposition universelle de 1937, Paris[8].
- Quatrième exposition - Octobre 37, Galerie Carmine, 51, rue de Seine, Paris, octobre 1937[9].
- Salon d'automne, Paris, 1943[10].
- Hommages à Jean Commère, René Thomsen, Franck Innocent et Marthe Orant, Centre Paul-Gauguin, Pont-Aven, 1989.
- Alte Mühle, Wiedlisbach, décembre 1990.

## Ventes publiques
- Dominique Bondu, commissaire-priseur à Paris, Ventes de l'atelier Marthe Orant, Paris, hôtel Drouot, 8 novembre 1989[8] et 9 février 1990[11].

## Réception critique
- « […] Un talent oublié, mais qui avait été reconnu par les plus grands : Maurice Denis, Vuillard, Bonnard, Signac, et sans aucun doute, Marthe Orant leur doit, à tous; d'avoir trouvé la vérité de son style. Elle a longtemps regardé Vuillard, prince de la nuance, peindre dans son atelier, et n'a rien oublié de sa leçon, de cette vertu profonde des teintes rares et de la grâce du pinceau qui fait de chacun de ses tableaux un ciel pastellisé […] Marthe Orant, entrée dans la religion de peindre jusqu'au sacerdoce et que sa passion conduisit à la folie, mais qui ne cessa jamais d'illustrer l'enfance de son cœur. Elle ne connaissait pas d'autre absolu que la fenêtre de ses toiles ouvertes sur ses rêves […]. Une des femmes les plus engagées dans le grand acte de l'art de peindre. » - André Parinaud[5]
- « On rencontre sur les quais — c'est là qu'elle fera la connaissance de Marquet, avec lequel elle partagera longtemps les coins soigneusement choisis — son étrange silhouette, vêtue de noir comme d'une soutane, coiffée d'un chapeau cloche. Elle peint les rives alors agrestes du fleuve ou pose aussi son chevalet dans les rues, autour de Notre-Dame et des églises comme Saint-Julien-le-Pauvre ou la rue Gît-le-Cœur. Et on admirera qu'elle édifie ses compositions avec une géométrie plastique parfaite, elle qui est incapable d'esquisser un plan pour sa propre existence. Le trouble profond qui l'habite disparaît complètement lorsque, le pinceau à la main, elle traduit et enregistre comme un sismographe la beauté du monde saisie par son regard. Nous sommes là aux frontières de l'art le plus authentique. » - Étienne Sassi[5]
- « Longtemps demeurée dans l'ombre, cette artiste, pour qui l'art fut un répit et que son extrême anxiété devait conduire à l'hôpital psychiatrique de Sainte-Anne, occupe maintenant une place légitime dans le monde de l'art. Une peinture qui évoque Bonnard dans sa souplesse chromatique, dans l'intégration des formes, dans l'audace de la mise en page. Peintre des rues populeuses de Paris et surtout de ses jardins publics, elle saisit sur le motif ses impressions les plus fugaces, les transpose en tons rares qui ont la légèreté du pastel. » - Gérald Schurr[12]
- « Dans des compositions peu convenues et exubérantes, ses accords colorés à la fois raffinés et osés la situaient dans la lignée de Renoir à Bonnard. » - Dictionnaire Bénézit[3]

## Récompenses et distinctions
- Prix Marie-Bashkirtseff, Salon des artistes français de 1930[5].
- Médaille d'argent, Exposition universelle de 1937[8].

## Collections publiques

### France
- Égliseneuve-d'Entraigues, mairie : Paysage, vers 1932, huile sur toile, 52 × 62 cm[13].
- Fruges, musée-bibliothèque : La Neige à Cunault, vers 1948, huile sur papier, 62 × 99 cm[14].
- Le Havre, musée d'Art moderne André-Malraux : Dans les Alpes de Maurienne, vers 1929, huile sur toile 81 × 100 cm[15].
- Nouméa, hôtel du Gouvernement de la Nouvelle-Calédonie : Une fenêtre à la campagne, vers 1930, dessin rehaussé, 80 × 98 cm[16].
- Paris :
  - musée d'Art moderne de Paris.
  - palais de justice, Cour d'appel : La Rue Galante, vers 1938, huile sur papier, 98 × 80 cm[17].
- Puteaux, Fonds national d'art contemporain :
  - Poissons, vers 1939, huile sur toile, 50 × 61 cm[18] ;
  - Maison au Pont-Marie, vers 1940, huile sur toile, 73 × 60 cm[19].
- Sion-les-Mines, mairie : Golgotha, vers 1954, gouache sur carton, 81 × 65 cm[20].

### États-Unis

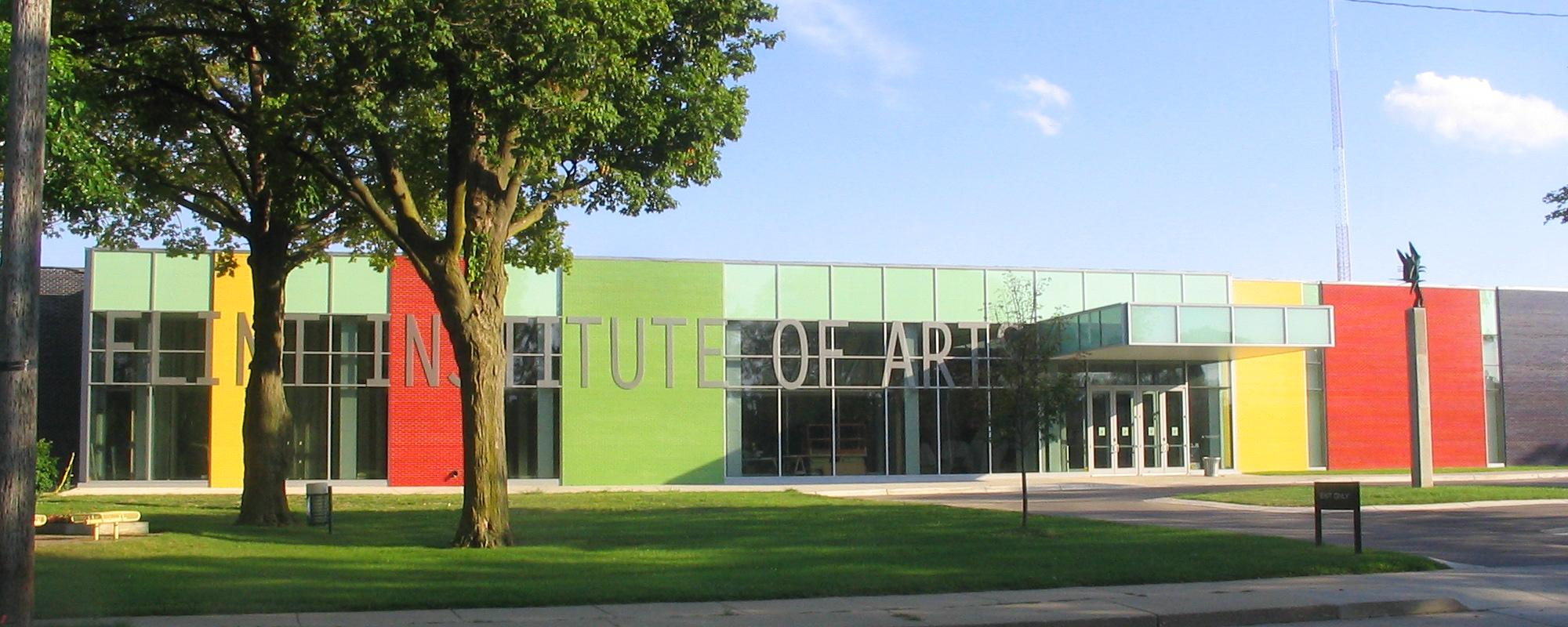
Flint Insttitute of Arts, Flint (Michigan)

- Flint Institute of Arts (en), Flint (Michigan), cinquante quatre peintures à l'huile sur toiles ou sur panneaux[21], parmi lesquelles : 
  - 14 juillet à Trévise, 140 × 81 cm ;
  - Autour de la serre de la ville de Paris, 37 × 46 cm ;
  - Cathédrale vue du canal, 73 × 92 cm ;
  - Chevalet, 128 × 97 cm ;
  - Clair de lune, 54 × 65 cm ;
  - Coin de fleurs à couper, 100 × 81 cm ;
  - Coin de massif, 92 × 71 cm ;
  - Dame à l'oiseau, 126 × 80 cm ;
  - Désordre dans l'atelier, 195 × 130 cm.

## Collections privées référencées
- Greta Garbo[5].